# Municipio de Harrison (condado de Moniteau)
El municipio de Harrison (en inglés: Harrison Township) es un municipio ubicado en el condado de Moniteau en el estado estadounidense de Misuri. En el año 2010 tenía una población de 752 habitantes y una densidad poblacional de 7,09 personas por km².

## Geografía
El municipio de Harrison se encuentra ubicado en las coordenadas 38°28′52″N 92°36′2″O / 38.48111, -92.60056. Según la Oficina del Censo de los Estados Unidos, el municipio tiene una superficie total de 106.1 km², de la cual 105,69 km² corresponden a tierra firme y (0,39 %) 0,41 km² es agua.

## Demografía
Según el censo de 2010, había 752 personas residiendo en el municipio de Harrison. La densidad de población era de 7,09 hab./km². De los 752 habitantes, el municipio de Harrison estaba compuesto por el 97,47 % blancos, el 0,53 % eran afroamericanos, el 0,27 % eran amerindios, el 0,4 % eran de otras razas y el 1,33 % eran de una mezcla de razas. Del total de la población el 0,8 % eran hispanos o latinos de cualquier raza.